# Миксер-кормораздатчик

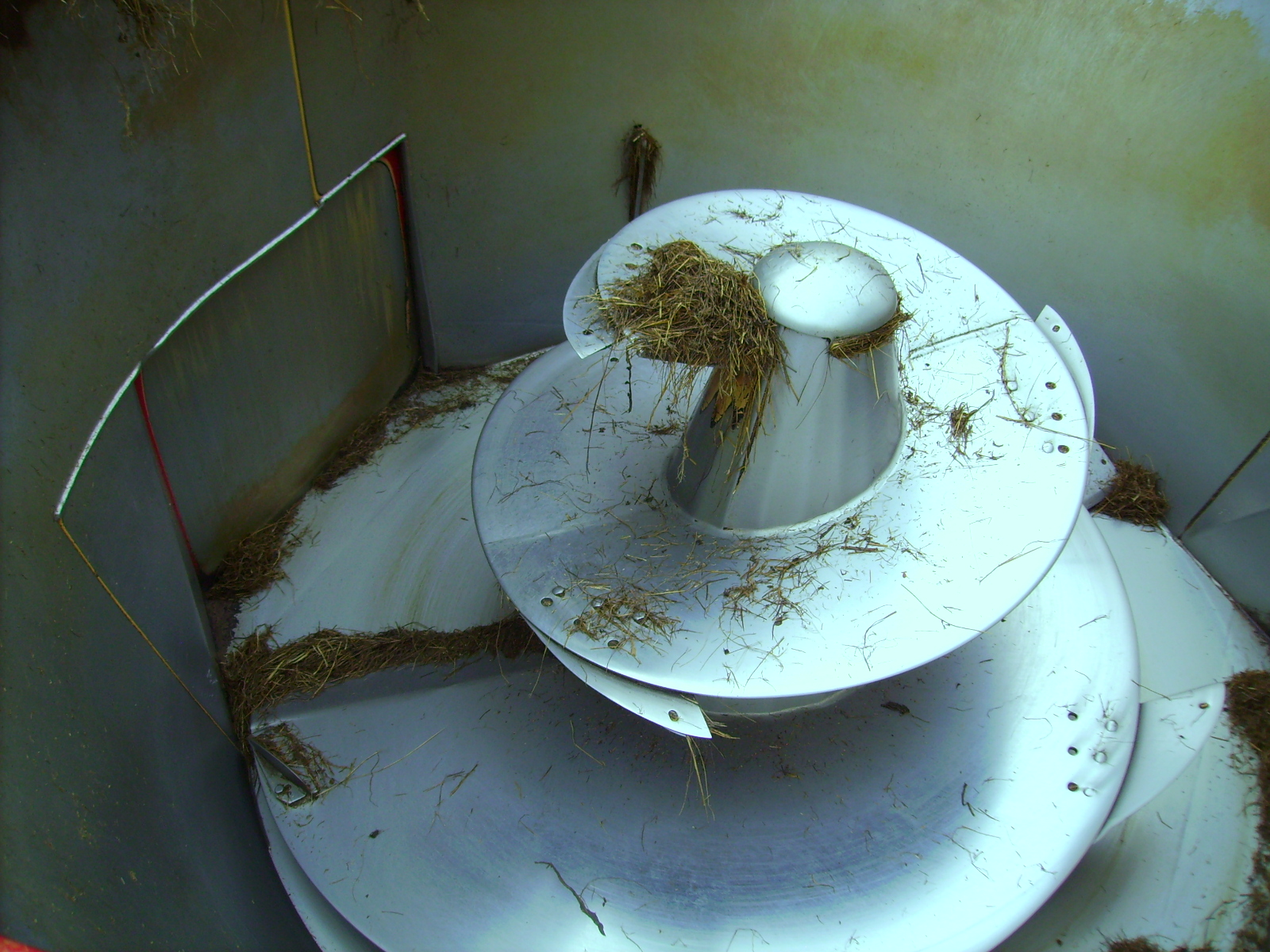

Миксер-кормораздатчик (смеситель-кормораздатчик, кормосмеситель) — сельскохозяйственная машина, служащая для измельчения, смешивания и последующей раздачи кормов для крупного рогатого скота. Существует два основных типа подобных машин — горизонтальные и вертикальные. Машины различаются по объёму бункера — обычно от 0,75 до 52 м³, количеству шнеков, наличию загрузочной фрезы, и т. д.
В основном используются прицепные миксеры-кормораздатчики, получающие энергию от трактора через вал отбора мощности, так же ряд заводов предлагают специализированную опцию получения энергии через электрический привод, что дает экономию топлива в 85 %, но на крупных фермах могут использоваться и самоходные варианты этих машин.
Режущие шнеки в зависимости от модели могут быть горизонтальными (2 шт) в таком случаи необходимо обращать внимание на количество ножей и качество исполнения их, ведущие заводы используют специальные двенадцати конечные обоюдоострые ножи, находящиеся в бункере, тщательно измельчают и смешивают загружаемые ингредиенты до получения однородной массы. Затем полученный корм выгружается при помощи транспортёра на кормовой стол для скармливания животным. Особое внимание уделяется высоте кормушки которые могут быть до 90 см.
Один из важнейших элементов данных машин — весовая система. Если в самых простых и малоёмких моделях весовая система — это лишь электронные весы, то в более сложных машинах это может быть компьютерная система с большим экраном, способная запоминать десятки различных рационов и оснащённая принтером и картами флэш-памяти.
Использование миксера-кормораздатчика на ферме позволяет улучшить качество питания животных и снизить трудозатраты.